# Jinshaia
Jinshaia es un género de peces de la familia Balitoridae. Las especies de este género son endémicas de China. Fue descrito por Maurice Kottelat y X. L. Chu en 1988.

## Especies
- Jinshaia abbreviata (Günther, 1892)
- Jinshaia sinensis (Sauvage & Dabry de Thiersant, 1874)